# Sátoraljaújhelyi kistérség
A Sátoraljaújhelyi kistérség egy kistérség volt Borsod-Abaúj-Zemplén megyében, központja Sátoraljaújhely volt. 2014-ben az összes többi kistérséggel együtt megszűnt.

## Települései
| Alsóregmec  | Bózsva          | Felsőregmec  | Filkeháza  | Füzér   |
| Füzérkajata | Füzérkomlós     | Füzérradvány | Hollóháza  | Kishuta |
| Kovácsvágás | Mikóháza        | Nagyhuta     | Nyíri      | Pálháza |
| Pusztafalu  | Sátoraljaújhely | Vágáshuta    | Vilyvitány |         |